# Brandenburg-Schwedt

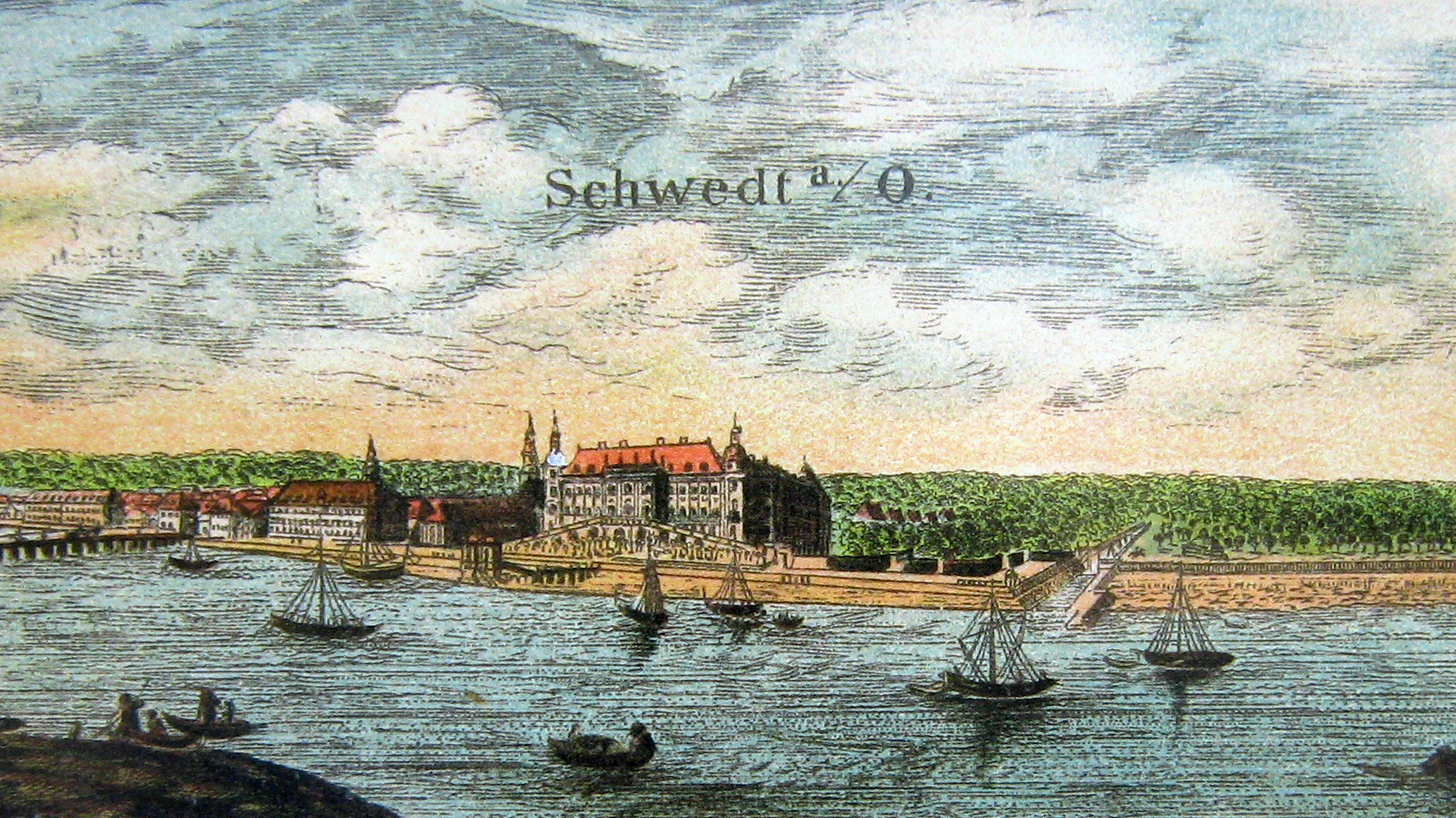
Schwedts slott, 1669.

Brandenburg-Schwedt var en yngre gren av huset Hohenzollerns brandenburgska linje, med staden Schwedt vid Oder som residensstad. Beteckningen har i efterhand använts för att benämna de ättlingar till kurfurst Fredrik Vilhelm I av Brandenburg som härstammade från dennes andra äktenskap med Sofia Dorotea av Holstein. Till skillnad från den äldre Brandenburggrenen från Fredrik Vilhelms första äktenskap med Lovisa Henrietta av Oranien-Nassau, som 1701 blev Preussens kungahus genom Fredrik I, hade markgrevarna av Brandenburg-Schwedt aldrig territoriell suveränitet på sina egendomar i Schwedt-Vierraden och Wildenbruch. De var därför heller inte riksfurstar i Tysk-romerska riket, men genom det betydande arvet från kurfurstinnan Sofia Dorotea, apanage från det preussiska hovet och statusen som preussiska prinsar av blodet, kom de att uppnå betydande rikedom och inflytande i Preussen, som väl kunde mäta sig med många riksfurstars.
Efter trettioåriga kriget (1618–1648) satte kurfurst Fredrik Vilhelm I Schwedt i pant till grevarna av Varrensbach för 25 000 taler. 1670 löste kurfurstinnan Dorotea in egendomen med 26 500 taler som grundplåt för hennes son Filip Vilhelms framtida försörjning. Genom ytterligare inköpta egendomar omfattade ägorna till slut tre städer, tre slott, 33 byar och 24 gods.
Kurfurstinnan Dorotea lät återuppbygga Schwedts slott, som skadats i trettioåriga kriget, och drev på stadens ekonomiska utveckling. Hon värvade bland annat en holländsk tobaksodlare, som tillsammans med hugenottiska franska invandrare startade traditionen av tobaksodling i Uckermark. I slutet av 1700-talet var Uckermark med sammanlagt 4 400 hektar det största sammanhängande tobaksodlingsområdet i Tyskland och tillsammans med de tre cigarrmanufakturerna dominerade tobaken helt regionens näringsliv.

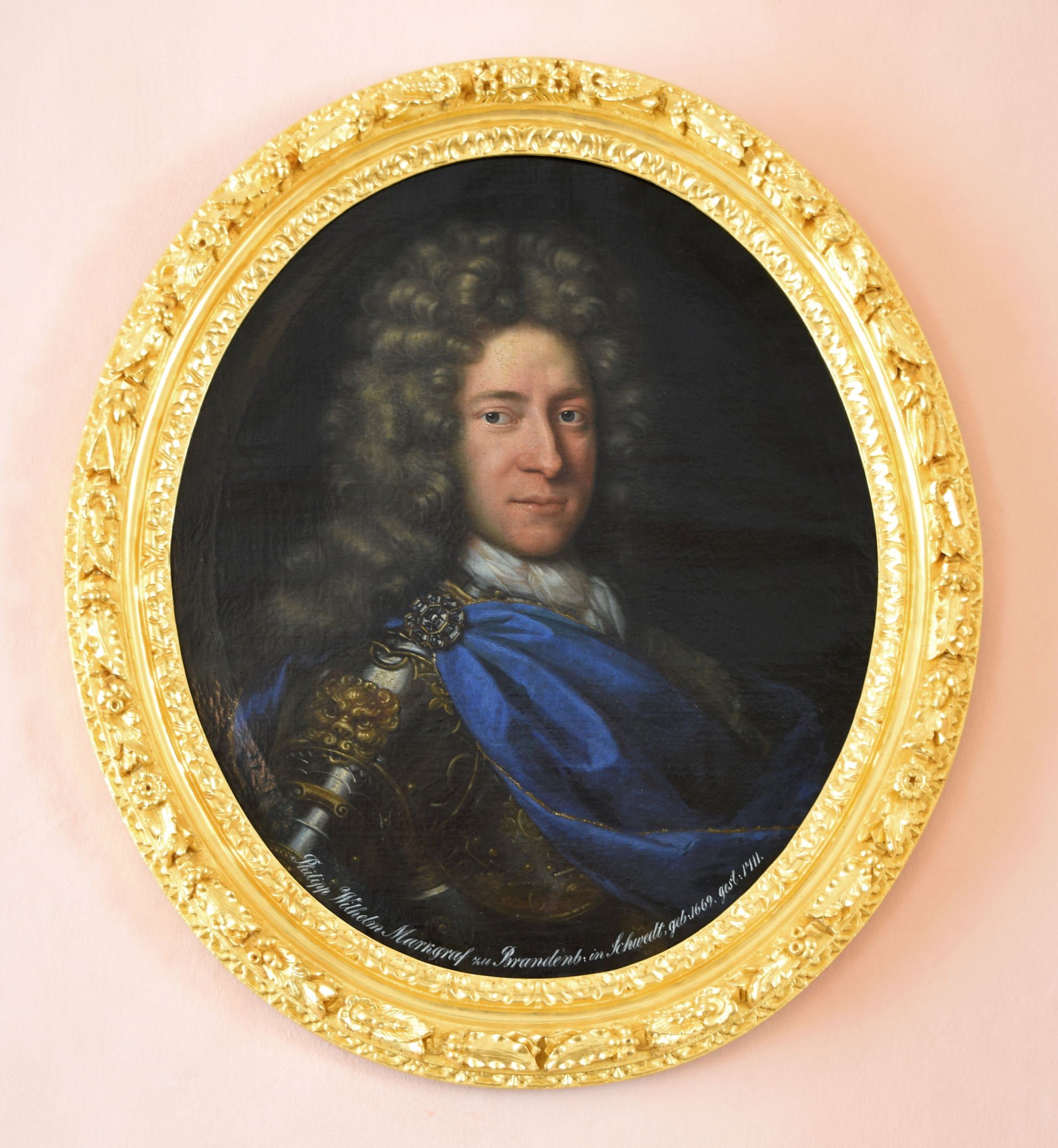
Filip Vilhelm av Brandenburg-Schwedt, förste markgreve av linjen Brandenburg-Schwedt. Målning av Gedeon Romandon.

Doroteas äldste son, markgreve Filip Vilhelm av Brandenburg-Schwedt, byggde ut sina egendomar och lade ned betydande summor på att inreda Schwedts slott i representativ stil. Hans yngre bror Karl Filip av Brandenburg-Schwedt gifte sig i Italien i hemlighet 1695 med den piemontesiska änkegrevinnan Caterina av Salmour, kort före sin död. Hon kom som änka att kalla sig Madame de Brandebourg. Trots erbjudanden om finansiell kompensation från det preussiska kungahuset vägrade hon att avsäga sig titeln. Historien gav sedermera gav upphov till flera romaner under 1800-talet.
Under Filip Vilhelms efterföljare, Fredrik Vilhelm av Brandenburg-Schwedt (1700–1771), fortsatte utbyggnaden av Schwedt till residensstad.
Den siste markgreven av Brandenburg-Schwedt-linjen, Fredrik Henrik av Brandenburg-Schwedt, yngste son till Filip Vilhelm, gynnade Schwedts kulturliv. Med honom dog linjen ut på manssidan, och egendomarna kom till större delen att återgå till den preussiska kronan.
1794 erhöll prins Fredrik Ludvig Karl av Preussen, kung Fredrik Vilhelm II:s andre son, Schwedts slott som residens, och bodde här under några år.

## Markgrevar och huvudmän för linjen Brandenburg-Schwedt
- Filip Vilhelm av Brandenburg-Schwedt, titulär prins i Preussen och markgreve av Brandenburg (1688–1711), son till kurfurst Fredrik Vilhelm I
- Fredrik Vilhelm av Brandenburg-Schwedt, titulär prins i Preussen och markgreve av Brandenburg (1731–1771), son till Filip Vilhelm (1711–1731 under kung Fredrik I och Fredrik Vilhelm I:s förmyndarskap)
- Fredrik Henrik av Brandenburg-Schwedt, titulär prins av Preussen och markgreve av Brandenburg (1771–1788), son till Filip Vilhelm

## Övriga medlemmar
- Albrekt Fredrik av Brandenburg-Schwedt, preussisk prins och arméofficer, son till kurfurst Fredrik Vilhelm I och yngre bror till Filip Vilhelm
- Karl Filip av Brandenburg-Schwedt, officer i Brandenburg-Preussens armé, son till kurfurst Fredrik Vilhelm I och yngre bror till Filip Vilhelm
- Kristian Ludvig av Brandenburg-Schwedt, preussisk prins, arméofficer och statsman, son till kurfurst Fredrik Vilhelm I och yngre bror till Filip Vilhelm, känd som beställare av Bachs Brandenburgkonserter.